# Waschhaus (Delouze)

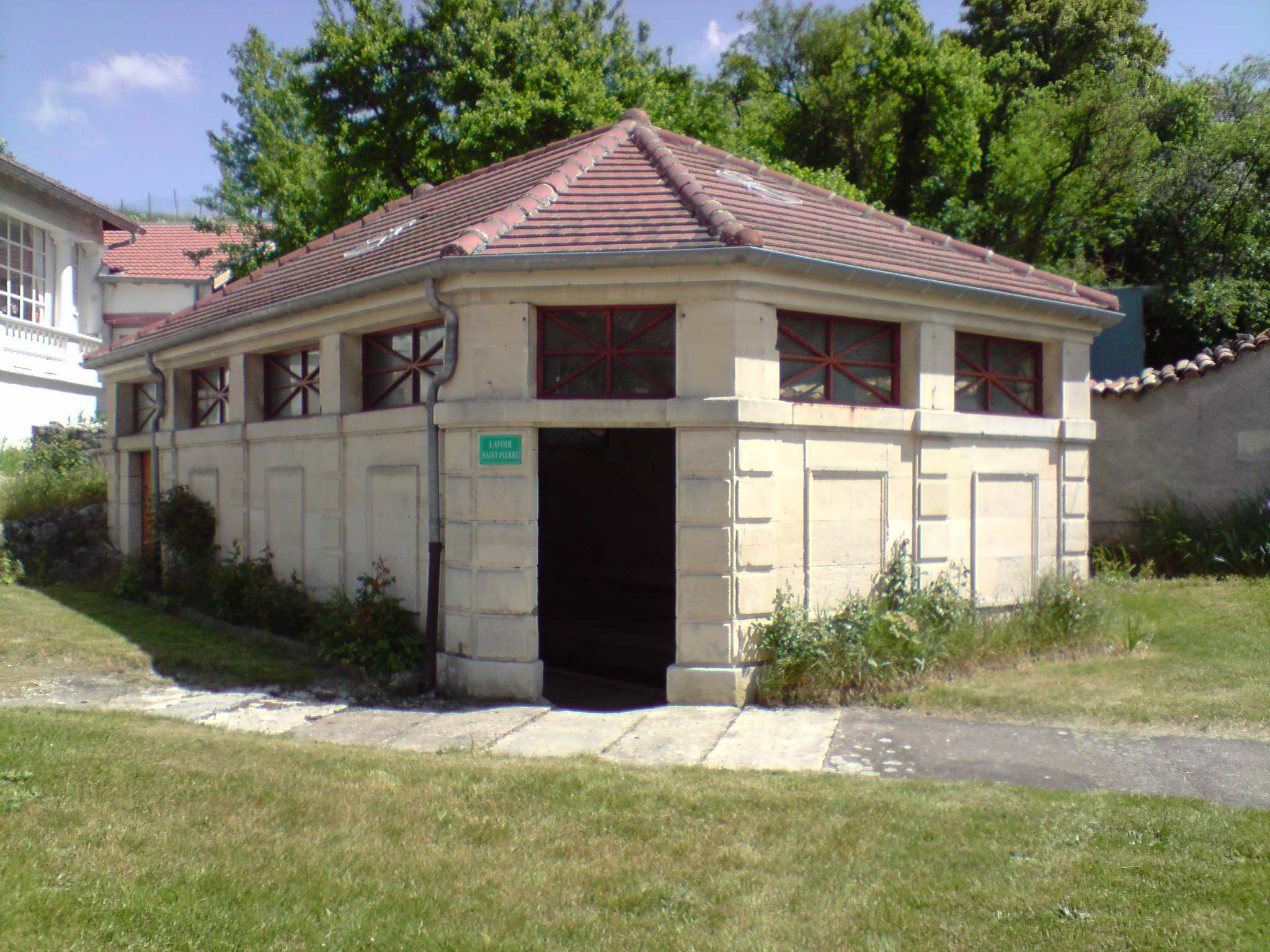
Waschhaus in Delouze

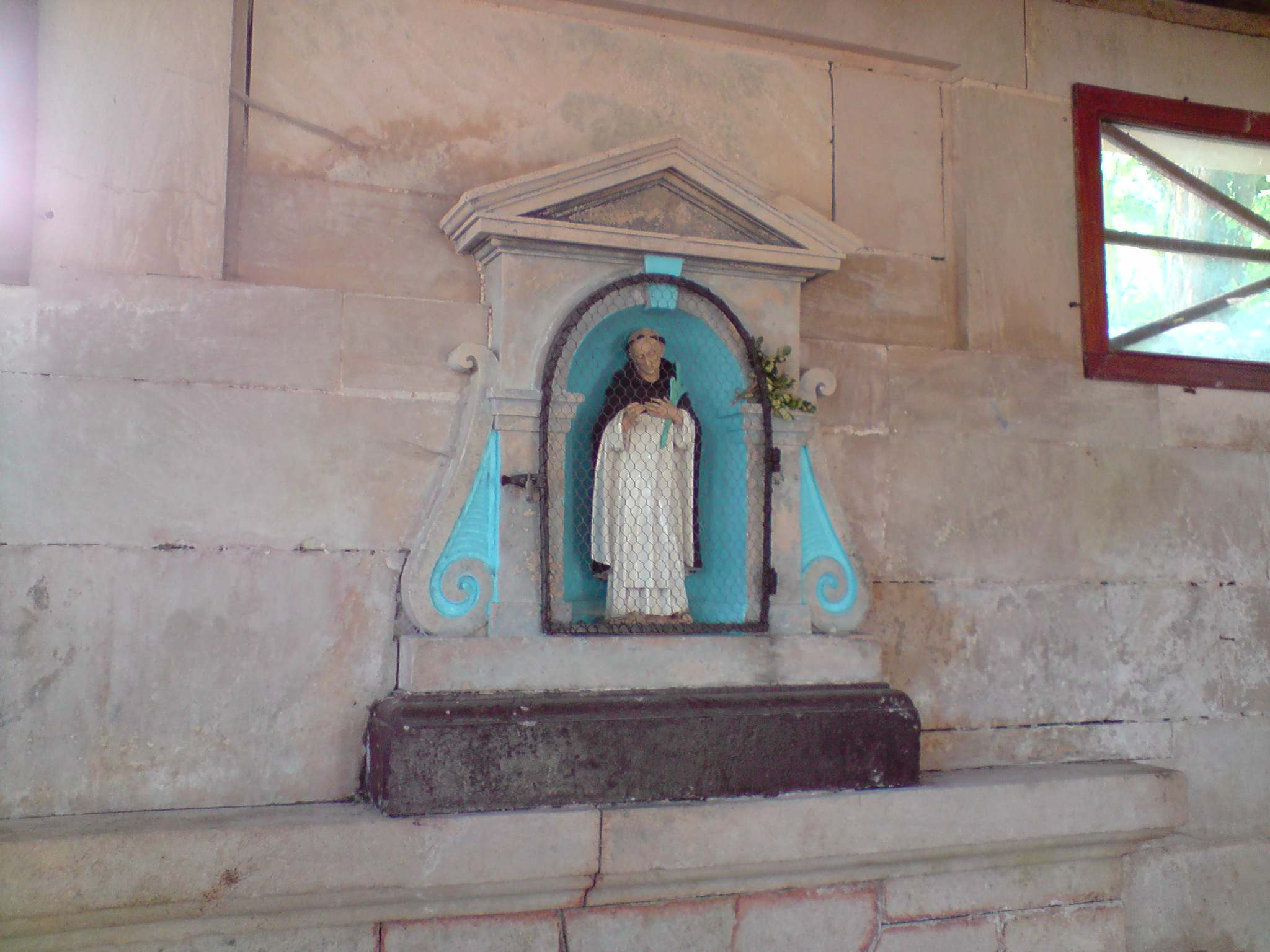
Nische mit der Skulptur des heiligen Petrus von Verona

Das Waschhaus (französisch lavoir) in Delouze, einem Ortsteil der französischen Gemeinde Delouze-Rosières im Département Meuse in der Region Grand Est, wurde 1857 nach Plänen des Architekten Thiébaut errichtet. 
Das öffentliche Waschhaus an der Grande Rue, das auch als Lavoir Saint-Pierre-de-Vérone bezeichnet wird, besteht aus Kalksteinmauerwerk.
An der Schmalseite ist im Inneren über dem Wasserzulauf eine Nische mit der Skulptur des heiligen Petrus von Verona angebracht. Der Heilige wird im Habit der Dominikaner und mit einer Märtyrerpalme dargestellt.